# Néolithique en Égypte
Le Néolithique en Égypte correspond au passage de l'économie de chasseurs-cueilleurs du Paléolithique supérieur à l'économie agro-pastorale du Néolithique. Il se produit d'environ 5500/5300 à 4500/3900 av. J.-C., avec des différences régionales. Les principales cultures néolithiques d’Égypte sont celles du Fayoum A, de Mérimdé-Benisalamé, et d'El Omari, et certains spécialistes y incluent également la culture de Badari (ainsi que la culture de Tasa qui est difficile à distinguer de la dernière) voire le début de la culture de Nagada. Elles sont alternativement incluses dans la période prédynastique égyptienne (v. 4500-3000 av. J.-C.), qui succède au Néolithique et voit l'émergence de l'État.

## Chronologie
Le découpage temporel de la période néolithique égyptienne varie selon les auteurs. 
| Basse-Égypte           | Haute-Égypte            |
| ---------------------- | ----------------------- |
| Fayoum A               | Nabta Playa néolithique |
| 5500-4400 av. J.-C.    | 5400-4600 av. J.-C.     |
| Mérimdéen              | Tasien (?)              |
| 5200-4100 av. J.-C.    | 4500 av. J.-C.          |
| Omarien                | Badarien                |
| 4700-4300 av. J.-C.    | 4300-3900 av. J.-C.     |
| Culture de Maadi-Bouto | Nagada I                |
| 3900-3400 av. J.-C.    | 3900-3650 av. J.-C.     |

La transition entre l'Épipaléolithique et le Néolithique dans la vallée du Nil est mal connue : il n'y a quasiment pas d'occupation humaine connue pour cette région sur la période d'environ 23000 à 11000 av. J.-C. Pour le IXe millénaire av. J.-C., la présence humaine est attestée à Nag el-Bousa en Haute Égypte (près de Nag Hammadi). De 7000 à 6700/6500 av. J.-C. environ se développe la culture d'El Kab, encore en Haute Égypte (avec une présence également dans le désert oriental), et la culture de Qaroun dans le Fayoum. La présence humaine est mieux connue dans le désert occidental pour la phase allant d'environ 8500 à 5300 av. J.-C., quand le climat est plus humide que de nos jours. Cette période voit notamment le développement de la culture dite du Néolithique ancien du Désert occidental. C'est dans celle-ci qu'il semble qu'il faille rechercher les origines du Néolithique égyptien qui se développe ensuite dans la vallée du Nil.
Vers 6200 av. J.-C., les premiers habitats néolithiques apparaissent dans le delta du Nil, en Basse-Égypte. Des études basées sur des données morphologiques, génétiques, et archéologiques, ont attribué ces habitats à des colons du Levant apportant l'agriculture dans la région. Certaines données morphologiques ont permis de relier les premières populations agricoles du Fayoum, de Mérimdé et de Badari aux populations du Proche-Orient,.
Les premières cultures néolithiques se sont développées d'abord dans le delta (Culture de Mérimdé) et dans le Fayoum (Fayoum A). Dans le registre archéologique, des intervales de 1000 ans dans le Fayoum et de 800 ans en Haute-Égypte séparent les premières populations néolithiques de leurs prédécesseurs chasseurs-cueilleurs, ce qui rend peu clair cette émergence néolithique dans cette région. La culture tarifienne se développe également au sud, malgré tout, une coupure dans les strates archéologiques la distingue des cultures suivantes qui se développeront en Haute-Égypte et le tarifien n'est pas considéré comme la culture mère de ces cultures suivantes. La culture badarienne en Haute-Égypte annonce déjà les futures cultures nagadéennes dont est issue la culture égyptienne pharaonique. Tandis que les Basse et Haute-Égyptes se développent séparément tout en s'influençant mutuellement, vers 3400 av. J.-C., la culture de Nagada II supplante la culture de Maadi-Bouto et finit par s'imposer à toute l'Égypte, prélude à l'unification politique plus tardive.
La fin du Néolithique égyptien n'est pas similaire selon les auteurs : Midant-Reynes et Hendryckx et Huyge considèrent que la période de Badari (ou le Tasien), qui débute vers 4500 av. J.-C., marque le début du Prédynastique (et du Chalcolithique), tandis que Köhler l'inclut dans un Néolithique final, avec également Nagada IA et IB, et fait débuter le Chalcolithique avec Nagada IB et IC.

## Cultures de Basse-Égypte

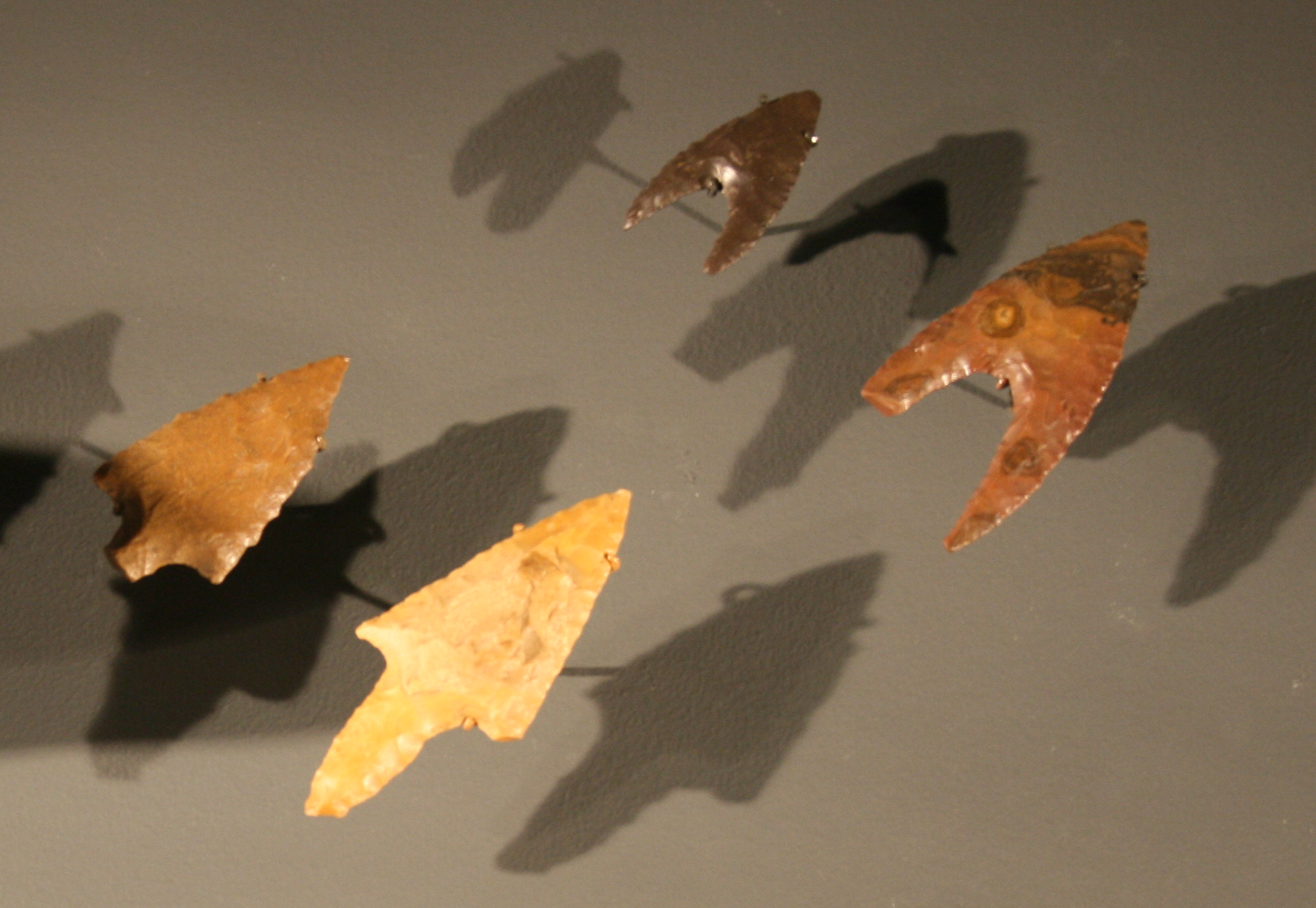
Pointes de flèche provenant du Fayoum.

### Culture du Fayoum A
Le tissage est mis en évidence pour la première fois pendant la période du Fayoum A. Les gens de cette période, à la différence des Égyptiens ultérieurs, enterraient leurs morts très près de leurs habitations, et parfois à l'intérieur de celles-ci.

### Culture de Mérimdé

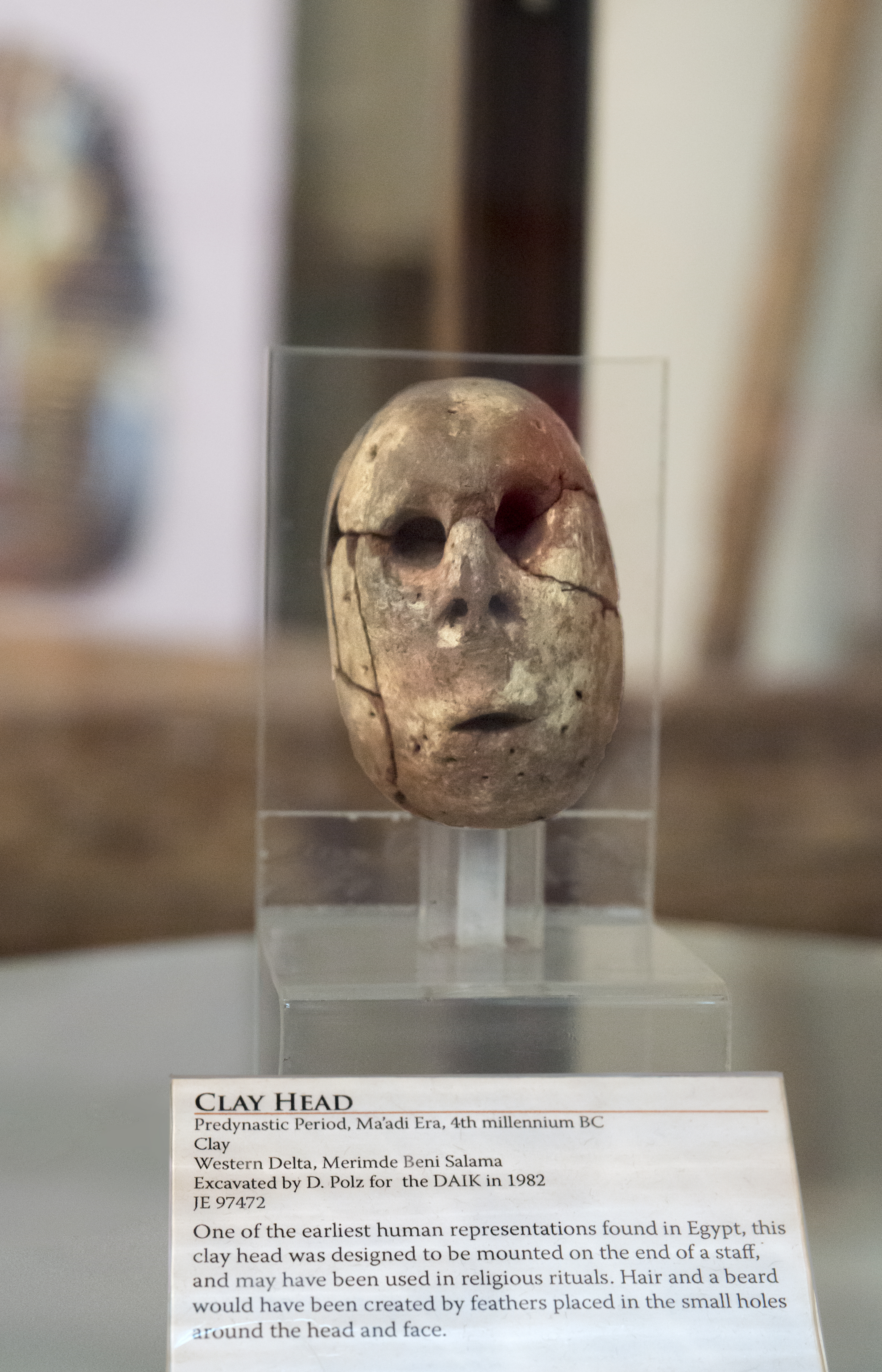
Culture de Maadi, tête d'argile, 4000 AEC Ceci est l'une des plus anciennes représentations de tête humaine en Égypte.

De 5000 à 4200 AEC environ, la culture de Mérimdé, jusqu'alors connue uniquement à partir d'un grand site de peuplement au bord du delta occidental, s'est épanouie en Basse-Égypte. Cette culture a des liens étroits avec la culture du Fayoum A ainsi qu'avec le Levant. Les gens vivaient dans de petites huttes, produisaient une poterie simple et non décorée et possédaient des outils en pierre. On y gardait des bovins, des moutons, des chèvres et des cochons. On y plantait du blé, du sorgho et de l'orge. Les habitants de Mérimdé enterraient leurs morts dans les lieux d'habitation et produisaient des figurines en argile. La première tête égyptienne grandeur nature en argile vient de Mérimdé.

### Culture d'El Omari
La culture d'El Omari est connue à partir d'un petit village près du Caire moderne, le site a été occupé aux alentours de 4700 à 4300 av. J.-C. et est donc contemporaine de la culture de Mérimdé. El Omari est situé dans le ouadi Hof et est constitué de deux localités principales (Omari A et B) dans le ouadi même, ainsi que qu'un habitat situé 100 mètres plus haut. Il ne reste de l'habitat que des structures en négatif (trous de poteaux et fosses qui sont les restes des huttes, trous de stockage), des foyers ainsi que de la poterie, faite de l'argile du ouadi Hof. Les chercheurs F. Debono, fouilleur du site en 1943, 1948 et 1951, et B. Mortensen ont identifié 9 phases d'occupation.
Les graines et les restes de faune indiquent que les habitants pratiquaient l'agriculture et l'élevage. Les nombreux os d'âne prouvent sa domestication par les hommes de cette culture omarienne. L'industrie lithique est constituée de petites haches ogivales, de faucilles bifaciales et de triangles épais et des grattoirs évoquant les sites du Fayoum A et de Mérimdé. La pierre utilisée est pour certains issue des galets locaux, pour d'autres provenant d'Abou Rawash à 20 km du site. Des coquillages, du silex gris et de la galène proviennent du Sinaï et de la mer Rouge, montrant des voies commerciales déjà assez anciennes. Les sites Omari A et B ont livré 43 sépultures. Les défunts sont en position repliée, sur le côté, parfois recouverts d'une natte. Une unique poterie non décorée est souvent l'unique élément accompagnant le défunt.
El Omari s'intègre dans l'ensemble culturel de la Basse-Égypte avec le Fayoum et Mérimdé, mais s'en distingue du fait de la simplicité de sa poterie, de son architecture simple et du peu d'éléments artistiques. Le mode de vie de ses habitants est un mode de vie simplifié. Le métal n'était pas encore connu.

## Cultures de Haute-Égypte

### Culture de Nabta Playa

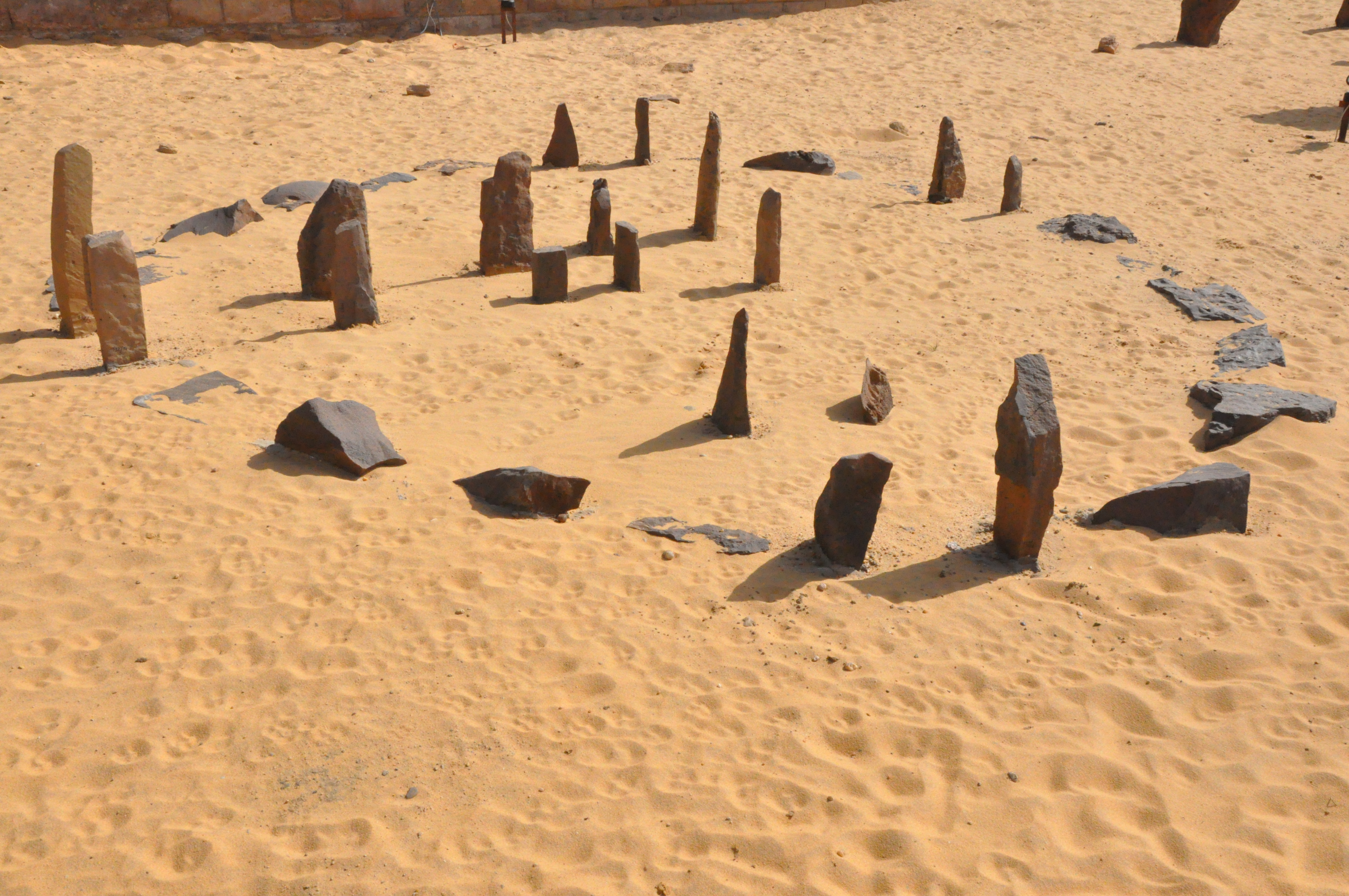
« Cercle calendaire » de Nabta Playa, reconstitué au Musée nubien d'Assouan.

Nabta Playa était autrefois un grand bassin drainé à l'intérieur du désert de Nubie, situé à environ 800 kilomètres au sud du Caire actuel et à environ cent kilomètres à l'ouest d'Abou Simbel dans le sud de l'Égypte. Aujourd'hui, la région est caractérisée par de nombreux sites archéologiques.

#### Nabta Playa ancien
Nabta Playa fut une de ces régions, qui vit donc une population progressivement s'établir, entre 9000 et 7000 AEC. Les premiers établissements à Nabta étaient composés de petits camps saisonniers qui pratiquaient la céramique et étaient, semble-t-il, éleveurs de bétails. La poterie est très rare sur ces sites, mais elle est remarquable. Elle est décorée sur tout l'extérieur avec des motifs d'impression complexes appliqués avec un peigne dans un mouvement de bascule.
Un optimum climatique, constituant en même temps l'épisode le plus humide de l'Holocène, a été atteint au cours des phases néolithiques anciennes du El Nabta (vers 7050–6700 AEC) et d'Al Jerar (vers 6500–6100 AEC). Dès le VIIe millénaire, des silos souterrains contenaient du sorgho sauvage. Dans la savane parsemée de lacs, qui s'étendait alors entre la région d'Assiout et le centre de l'actuel Soudan, des populations nomades de chasseurs-collecteurs poussaient probablement devant eux des troupeaux de bovins – quoique cette proposition reste encore débattue pour le Néolithique ancien et moyen. La présence de bovins domestiqués au début et au milieu du Néolithique dans le désert occidental fait l'objet de débats depuis leur identification provisoire au milieu des années 1980. Bien que des indices aillent dans le sens du caractère domestiqué des bovins du Néolithique ancien sur les deux sites les plus importants, Nabta Playa et Bir Kiseiba, plusieurs chercheurs ont émis des doutes sur ce point en 2000 et 2006. L'élevage, s'il s'avérait finalement attesté avec certitude un jour, reste néanmoins très secondaire jusqu'au VIe millénaire av. J.-C., par rapport à la chasse et à la collecte.

#### Nabta Playa récent
Au début du VIe millénaire, un changement climatique dans le Sahara oriental, lié au déplacement progressif du front de mousson vers le sud, diminua fortement les pluies. Toutes les activités de subsistance furent touchées : chasse, pêche, collectes et pâturages. Dans ce contexte, l'élevage devint l'activité principale. Ce nouveau nomadisme s'organisait en fonction de ces sites, actuellement dispersés dans le Sahara. Les animaux trouvaient eau et pâtures tant que ces lacs alimentés par les passages pluvieux ou par des nappes artésiennes jaillissantes (lorsque leur niveau piézométrique dépasse le niveau du sol) n'étaient pas épuisés. Ensuite le groupe repartait vers un autre site favorable.
Les habitants de Nabta Playa établirent des camps qui n'étaient utilisés que pendant une partie de l'année. Aux environs de 6000 AEC (ou vers 7000 AEC), un changement intervint lorsque ces populations se mirent à creuser des puits, ce qui leur permit d'y séjourner toute l'année, et notamment pendant l'hiver, la saison sèche. Leurs établissements purent également s'agrandir, certains des plus grands comptant jusqu'à dix-huit ou vingt huttes massives, rondes ou ovales, produites par empilement de grandes pierres. Leur disposition, à peu près en ligne, délimitait un espace de circulation.
Après une nouvelle période très sèche (de 4700 à 4500 AEC, Wendorf et Schild situent ce moment vers 5500 AEC), le retour de la pluie amena d'autres populations, qu'on qualifie de néolithiques tardives. Les tumuli avec restes de bovins, dont certains désarticulés, y compris une jeune vache, qui ont été trouvés à Nabta Playa, illustrent l'importance sociologique et probablement aussi religieuse des bovins vers 5400, au début de la période néolithique tardive,. Ces sépultures d'animaux sont les premiers exemples d'une tradition qui devait se poursuivre pendant plusieurs milliers d'années, jusque dans la période dynastique primitive (Flores, 2003). L'élevage de bovins, cependant, jouait encore un rôle mineur dans la stratégie de subsistance. Les animaux sauvages sont restés la principale source de protéines, et le matériel de chasse, en particulier les pointes de flèches, était toujours la principale composante des industries lithiques (Riemer, 2007).
Des indices très forts semblent indiquer que ces nouvelles populations avaient un système social qui impliquait un niveau d'organisation supérieur, qu'on ne rencontre pas jusqu'alors en Égypte.

### Culture tarifienne
À El-Tarif a été découverte en 1970 par une équipe polonaise une culture néolithique plus ancienne que la culture badarienne. Si la situation chronologique exacte du site n'est pas assurée, elle est généralement située dans la première moitié du Ve millénaire avant notre ère. Seules deux mille pièces lithiques caractérisent cette culture, principalement des grattoirs et des racloirs, mais aussi quelques lames lithiques dentelées, des burins et des perçoirs. Une strate stérile sépare le tarifien des niveaux nagadéens et cette culture tarifienne n'est pas décrite comme l'ancêtre des cultures badariennes et nagadéennes plus récentes.

### Culture tassienne
La culture tassienne est probablement la culture prédynastique, sans aucune trace de métal, la plus ancienne connue en Haute-Égypte (vers 4500 AEC). Cette culture est nommée d'après les sépultures trouvées à Der Tasa, sur la rive orientale du Nil entre Assiout et Akhmîm. Le groupe de culture tassienne est remarquable pour avoir produit les premières poteries à couvercle noir, un type de poterie rouge et marron colorée en noir sur la partie supérieure et à l'intérieur. Cette poterie est essentielle pour la datation de l'Égypte prédynastique. Comme toutes les dates de la période prédynastique sont au mieux peu précises, William Flinders Petrie a mis au point un système appelé datation séquentielle, qui permet de déterminer la date relative, voire absolue, de tout site prédynastique donné en examinant sa poterie.
Cette culture doit son nom aux sépultures trouvées sur le site de Deir Tasa. Elle a produit les premières céramiques à revêtement noir, un type de poterie rouge et brune, qui a été peint en noir sur les deux surfaces, externe et interne. Ces poteries (bols à bords courts ou allongés) - découvertes dans des sépultures, circulaires ou ovales et très rarement plus ou moins rectangulaires - contenaient des offrandes de nourriture, apparemment pour le défunt. Leur petite base arrondie et leur forme évasée lourde sur le dessus ne permettent guère de placer ces objets en position verticale, et il n'y a aucune preuve de supports dans l'assemblage céramique - ce qui leur donne une forme en « tulipe ». Mais leur usage reste énigmatique. Probablement réservés à la boisson, leur contenance invite à penser que le contenu était partagé, voir dédié à un rituel. Sami Gabra décrit les couleurs des céramiques qu'il a trouvées : « Les couleurs sont : brun, ou brun poli avec les bords largement noircis, rouge, rouge avec bords noircis, enfin noir; la surface des vases est lisse ou ondulée ». Comme il y a peu de différence entre la poterie tassienne et la poterie badarienne (culture de Badari),, il se pourrait que ces découvertes d'avant 1930 aient été badariennes. Pour cet auteur, le noircissement des bords pouvait être comparé à celui des poteries nubiennes.
Les fouilles des sépultures tassiennes ont livré un certain nombre de squelettes. Les fossiles sont généralement plus grands et plus robustes que les spécimens égyptiens prédynastiques ultérieurs. À cet égard, les squelettes tassiens sont ceux qui sont les plus semblables à ceux de la culture de Mérimdé. En outre, bien que les crânes de Der Tasa soient dolichocéphales (à longue tête) comme la plupart des autres crânes prédynastiques, ils ont une voûte grande et large comme les crânes de Mérimdé. Les crânes des sites badariens, amratiens et natoufiens ayant plutôt tendance à être plus petits et étroits.
Des découvertes importantes ont été réalisées, tant dans la partie désertique de l'Est que dans celle de l'Ouest, qui permettent de mieux appréhender la localisation et le mode de subsistance de ces populations. Leur présence dans ces deux espaces suppose un mode de vie nomade, pastoral. La découverte la plus importante de ces dernières années est celle du cimetière de Gebel Ramlah (en), qui peut être associé, au plan archéologique, au Néolithique du désert de l'Ouest et au tassien de la vallée du Nil. Ce qui prouve l'existence d'une population nomade ayant une structure sociale complexe et des contacts d'une grande variété, dont la vallée du Nil et les collines, côté mer Rouge.
Comme il y a peu de différence entre la céramique tassienne et la poterie badarienne, la culture tassienne chevauche sensiblement celle de Badari. À partir de la période tassienne, il semble que la Haute-Égypte ait été fortement influencée par la culture de Basse-Égypte.